# Cadets de la Défense

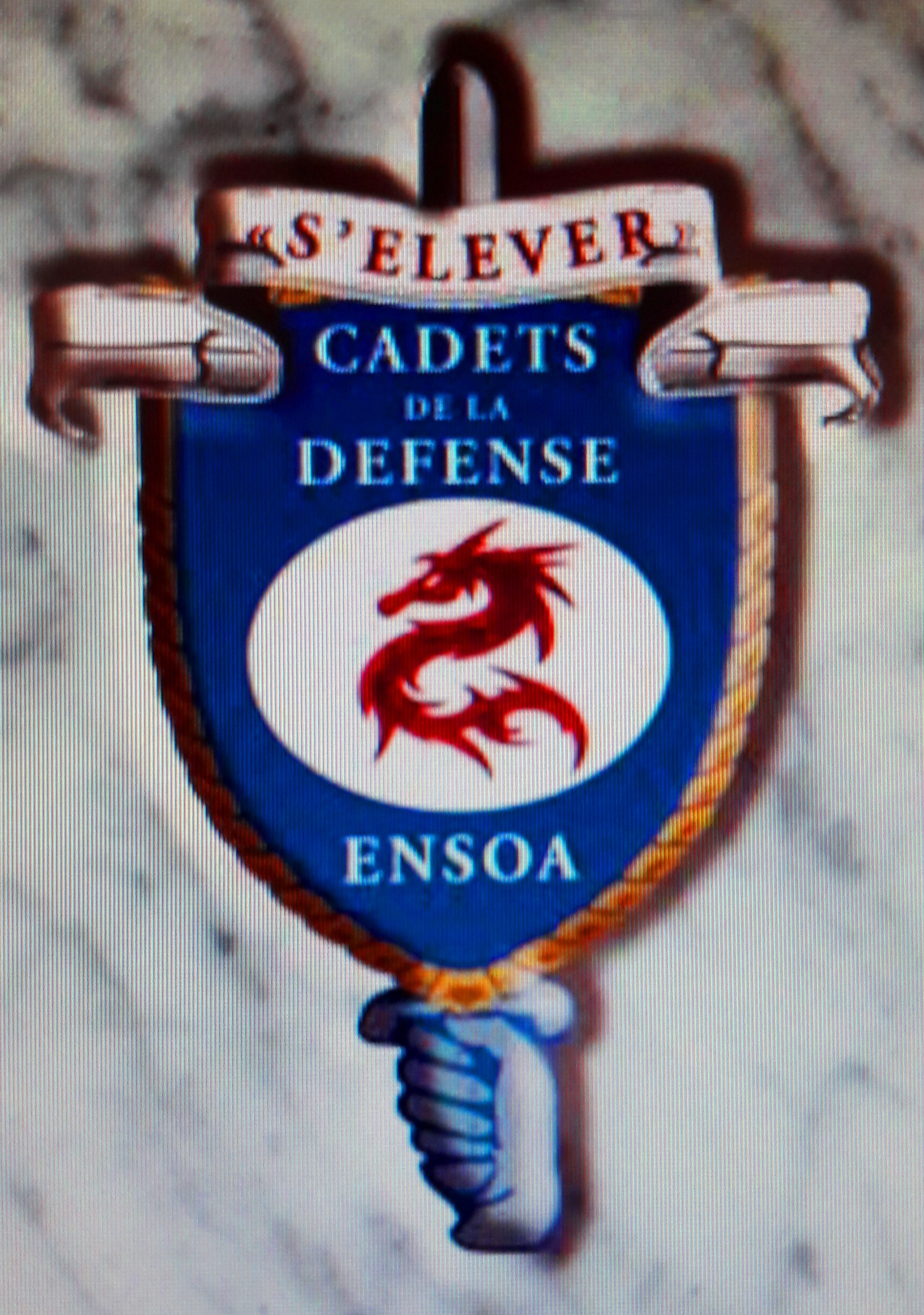
Logo des cadets de la défense de l'ENSOA.

Le programme des Cadets de la Défense est un programme civique initié par le ministère des Armées depuis 2008 dans le cadre de son plan égalité des chances. Il vise à accueillir, hors temps scolaire, des jeunes entre 12 et 16 ans dans un cadre militaire afin de les faire participer à des activités éducatives, culturelles et sportives. 
Il accueille aujourd’hui environ 650 cadets dans 13 centres répartis sur tout le territoire national.

## Origines et inspirations

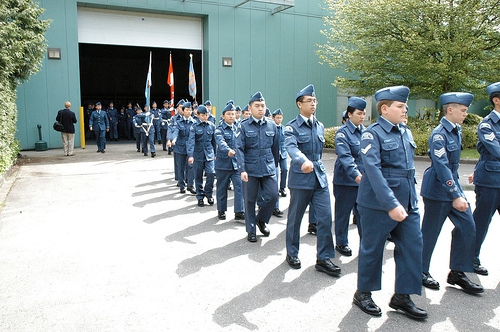
Cadets de l'aviation royale du Canada

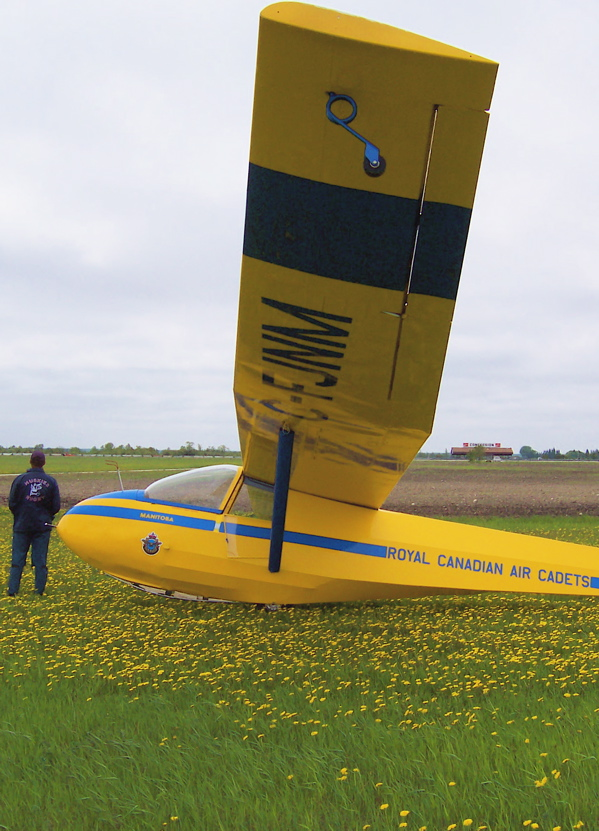
Planeur utilisé par les cadets de l'aviation royale du Canada

Inspiré des cadets canadiens, belges ou encore britanniques, le lancement du programme fait suite aux travaux de la commission Armées-Jeunesse, saisie de cette question par la ministre de la Défense de l’époque, Mme Michèle Alliot-Marie, en septembre 2005. Les travaux de la commission avaient été restitués en juin 2006, dans un contexte marqué par les émeutes urbaines de l’automne 2005, avec la volonté de recréer un lien entre la Nation et sa jeunesse dont une partie « méconnaît partiellement ou totalement les institutions » et « n’arrive plus à se projeter ou à rêver, et succombe tout autant à un individualisme marqué qu’aux tentatives de récupération communautaire ». 
Il s’agissait alors de sensibiliser les jeunes aux questions de défense à partir d’une approche nouvelle, de leur offrir un cadre structurant pour l’acquisition de savoirs êtres indispensables à la vie collective et, d’une manière générale, de récréer le chaînon manquant entre l’armée et la jeunesse depuis la suspension du service militaire.
Les cadets s'inspirent également du programme français des jeunes sapeurs-pompiers (JSP). Ce programme concerne près de 30 000 jeunes, de dix à dix-huit ans, répartis dans plus de 1 500 sections. L’objectif est de les préparer à devenir des citoyens actifs puis à rejoindre les services départementaux d’incendie et de secours (SDIS). Le cursus comprend quatre modules, en fonction de l’âge des volontaires, et prépare à différents diplômes, notamment le brevet national de JSP. 
Il existe par ailleurs depuis décembre 2015 des cadets de la sécurité civile, qui proposent un programme comparable. 

## Fonctionnement

### Organisation
Les cadets, élèves de troisième à la terminale selon les centres, sont accueillis pendant une année scolaire dans une formation militaire au moins deux demi-journées par mois, au cours desquelles ils participent à des activités sportives et culturelles et reçoivent un enseignement civique et moral. Ils effectuent, en fin d'année, un camp d'été d'une semaine. 
Le programme varie selon les centres de cadets mais il comprend généralement des participations aux cérémonies patriotiques, la visite d'institutions publiques et de lieux de mémoire, une découverte de l'armée et des métiers, des parcours sportifs en pleine nature ou encore une initiation aux premiers secours.  
Visant à l’acquisition de savoir-être, le programme a pour base de travail les différents acquis suivants :
- engagement et discipline de vie;
- affirmation et dépassement de soi;
- goût du travail et sens de l’effort;
- droits et devoirs;
- patriotisme;
- cohésion.

Les promotions comprennent une cinquantaine de cadets et sont encadrées par des réservistes de l'armée, par des enseignants de l'éducation nationale pour l'instruction civique et des militaires volontaires. 
La création d'un centre se concrétise par la signature d'une convention entre l'autorité militaire et le rectorat. La promotion du programme et le recrutement des cadets est effectuée conjointement par la formation militaire et les établissements scolaires partenaires. Le financement est assuré par la formation militaire d'accueil et les enseignants sont rémunérés en heures supplémentaires par l’éducation nationale.
À titre exceptionnel (département en situation de « désert militaire »), un centre a été créé par une association loi de 1901 qui a proposé ce dispositif à l’autorité militaire régionale et au rectorat.

### Les Cadets de la Défense dans le Var
Le Var est le département français qui compte le plus grand nombre de Cadets de la Défense. À la rentrée 2018, 180 élèves issus de 43 collèges différents se sont engagés sur ce dispositif. À la rentrée 2019, un 7e centre ouvrira ses portes en appui sur l'unité militaire de la gendarmerie militaire de Toulon. 
Ce dispositif est porté pour le ministère des Armées par le Délégué Militaire Départemental, le Colonel Erick Landes, et pour le ministère de l'éducation nationale et de la Jeunesse par l'Inspecteur d'Académie, Directeur Académique Adjoint, M. Arnaud Leclerc. Ce dernier est également chargé de mission Défense et Citoyenneté auprès du recteur de l'académie de Nice. Il a, en outre, été décoré de la médaille de La Défense nationale le 28 mai 2019 par la Secrétaire d'État auprès de la ministre des Armées, Geneviève Darrieussecq. Il est depuis mai 2020, l'Inspecteur d'académie du département des Deux-Sèvres dans l'académie de Poitiers.

### Implantations
Il existe aujourd’hui près de 25 centres de cadets de la défense, dont :
- Dans le Var : 
  - au 1er régiment de chasseurs d'Afrique de Canjuers ;
  - au 21e régiment d'infanterie de marine de Fréjus ;
  - au 54e régiment d'artillerie d'Hyères ;
  - au 519e groupe de transit maritime d'Ollioules ;
  - à la flottille amphibie de Toulon ;
  - à l'unité d'instruction et d'intervention de la sécurité civile n°7 de Brignoles.
  - au 3e régiment d'artillerie de marine de Canjuers

- 6 relèvent de l’armée de terre : 
  - à l'école du génie d'Angers[8] ;
  - à l'école nationale des sous-officiers d'active (ENSOA) de Saint-Maixent[9] ;
  - au 3e régiment de parachutistes d'infanterie de marine de Carcassonne[10] ;
  - aux écoles militaires de Bourges[11] ;
  - au 40e régiment de transmissions de Thionville[12] ;
  - au 1er régiment de chasseurs de Thierville[13] ;
  - au 1er régiment étranger de génie de la Légion étrangère (ouvert en octobre 2019) @cadets1reg[14] ;

- 4 de l’armée de l'air :
  - à la base aérienne 105 d'Évreux[15] ;
  - à l'élément air rattaché (EAR)[16] de Narbonne[17] ;
  - à la base aérienne 133 de Nancy[18] ;
  - à la base aérienne 367 de Cayenne[19] ;

- 2 de la marine nationale : 
  - au bataillon de marins-pompiers (BMP) de Marseille[20] ;
  - à la base navale de Fort-de-France[21].
- 1 créé et géré par une association loi 1901 :
  - l'académie des cadets de la défense de Nantes[22],[7] a été créée par l’Association des sous-officiers de réserve de Nantes (ASOR Nantes) en novembre 2016[23].

### Distinctions
- Prix civisme et défense 2012 pour le centre de cadets du BMP de Marseille[24];
- Prix armées jeunesse 2016 pour le centre de cadets de l'ENSOA de Saint-Maixent[25].

## Consécration législative et perspectives
Le 9 décembre 2015, la commission de la Défense de l'Assemblée nationale a adopté, à l'unanimité, le rapport d'information sur le service national universel présenté par les députés Marianne Dubois et Joaquim Pueyo. Celui-ci proposait notamment de développer le programme des cadets de la défense et de supprimer la journée Défense et Citoyenneté (JDC) afin que le personnel et les ressources de la direction du service national (DSN) soient mobilisées au soutien des cadets.
À la suite de ces travaux, deux propositions de loi,ont été déposées par les deux auteurs du rapport en février 2016, celle de Marianne Dubois ayant été signée par 84 députés du groupe Les Républicains, sans qu'elles ne soient inscrites à l'ordre du jour de l'Assemblée nationale. Finalement, elles ont été adoptées par voie d'amendement lors de la discussion du projet de loi relatif à l'égalité et à la citoyenneté, adopté définitivement par le Parlement en décembre 2016.
Introduit par l'article 26 de la loi, l'article L.116-1 du nouveau chapitre VI du livre Ier du code du service national dispose que : 
"II.-Le programme des cadets de la défense est un programme civique mis en œuvre par le ministre de la défense pour renforcer la cohésion nationale, la mixité sociale et le lien entre la Nation et son armée.
"III.-Il est accessible aux Français âgés de douze à dix-huit ans et ayant l'aptitude reconnue par le service de santé des armées pour suivre la période d'instruction correspondante. "IV.-Il comporte une découverte des armées et de leurs métiers, un enseignement moral et civique en complément de celui délivré par l'éducation nationale, ainsi que la pratique d'activités culturelles et sportives. "
L'idée de développer le programme des cadets de la défense a été reprise par Bruno Le Maire, candidat à la primaire de la droite et du centre de novembre 2016 dans son contrat présidentiel,, ainsi que par François Fillon dans son programme pour l'élection présidentielle de mai 2017. Une tribune en ce sens a par ailleurs été publiée en avril 2017 par Richard Roll et le général (2s) de Bavinchove dans l’hebdomadaire Valeurs actuelles.